# Вілла-Парк (Іллінойс)
Вілла-Парк (англ. Villa Park) — селище (англ. village) в США, в окрузі Дюпаж штату Іллінойс. Населення — 22 263 особи (2020).

## Географія
Вілла-Парк розташована за координатами 41°53′8″ пн. ш. 87°58′42″ зх. д. / 41.88556° пн. ш. 87.97833° зх. д. (41.885612, -87.978235).  За даними Бюро перепису населення США в 2010 році селище мало площу 12,31 км², з яких 12,19 км² — суходіл та 0,13 км² — водойми.

## Демографія
Згідно з переписом 2010 року, у селищі мешкали 21 904 особи в 8027 домогосподарствах у складі 5624 родин. Густота населення становила 1779 осіб/км².  Було 8521 помешкання (692/км²).
Расовий склад населення:
| - 81,0 % — білих - 5,2 % — азіатів - 4,3 % — чорних або афроамериканців - 0,3 % — корінних американців - 7,0 % — осіб інших рас |

До двох чи більше рас належало 2,2 %. Частка іспаномовних становила 17,8 % від усіх жителів.
За віковим діапазоном населення розподілялося таким чином: 24,2 % — особи молодші 18 років, 64,7 % — особи у віці 18—64 років, 11,1 % — особи у віці 65 років та старші. Медіана віку мешканця становила 37,1 року. На 100 осіб жіночої статі у селищі припадало 102,1 чоловіків;  на 100 жінок у віці від 18 років та старших — 101,5 чоловіків також старших 18 років.
Середній дохід на одне домашнє господарство  становив 81 653 долари США (медіана — 70 176), а середній дохід на одну сім'ю — 89 427 доларів (медіана — 78 338). Медіана доходів становила 51 870 доларів для чоловіків та 44 627 доларів для жінок. За межею бідності перебувало 9,8 % осіб, у тому числі 13,5 % дітей у віці до 18 років та 7,6 % осіб у віці 65 років та старших.
Цивільне працевлаштоване населення становило 11 120 осіб. Основні галузі зайнятості: освіта, охорона здоров'я та соціальна допомога — 18,3 %, роздрібна торгівля — 13,8 %, мистецтво, розваги та відпочинок — 12,8 %, науковці, спеціалісти, менеджери — 11,9 %.